# Cambarus georgiae
Cambarus georgiae é uma espécie de crustáceo da família Cambaridae.
É endémica dos Estados Unidos.